# Куявське поозер'я
Куявське поозер'я (пол. Pojezierze Kujawskie) — фізико-географічний мезорегіон у центральній Польщі (Куявія), що становить південно-східну частину Великопольського поозер'я. Регіон межує на півночі з Іновроцлавською рівниною, на заході з Гнезненським поозер'ям, на півдні з Клодавською височиною і на сході з Плоцькою котловиною. Куявське поозер'я знаходиться в Куявсько-Поморському, Великопольському, Мазовецькому та частково у Лодзинському воєводствах.

## Огляд
Куявське поозер'я - озерна височина на висоті 159 м над рівнем моря. Поозер'я має плаский ландшафт, на південних кінцях якого чітко видно наслідки останнього льодовикового періоду. Розміри озер відносно невеликі, крім тих, що знаходяться в так званому Гоплонському жолобі - в тому числі озеро Глушинське і озеро Понтовське. Куявське поозер'я - це, перш за все, сільськогосподарський регіон.
Містечок у мезорегіоні безліч, але здебільшого невеликих. Це Гостинін, Радзеюв, Бжесць-Куявський, Пйотркув-Куявський, Коваль, Сомпольно, Любранець, Ізбиця-Куявська, Ходеч, Пшедеч i Любень-Куявський, крім того, колишні міста Брдув, Бабяк та села Хоцень, Топулька, Битонь, Бонево, Вежбінек i Барухово.